# Christa Dürscheid
Christa Dürscheid (4 d'octubre de 1959, Kehl-Kork, Baden-Württemberg) és una lingüista alemanya, que imparteix classes com a catedràtica de llengua alemanya a la Universitat de Zúric. La seva investigació se centra en la gramàtica, la didàctica del llenguatge, la lingüística escrita, la lingüística variacional (Varietätenlinguistik) i la lingüística dels mitjans de telecomunicació. A més de nombrosos assajos, Christa Dürscheid també ha escrit dos manuals universitaris, Syntax. Grundlagen und Theorien i Einführung in die Schriftlinguistik.

## Vida i obres
Després d’estudiar alemany, francès i pedagogia a Friburg i a Colònia del 1978 al 1981, l'any 1988 va obtenir el seu doctorat amb la dissertació Zur Vorfeldbesetzung in deutschen Verbzweit-Strukturen. El 1998 va completar la seva habilitació amb l'obra Die Verbalen Kasus des Deutschen. Untersuchungen zur Syntax, Semantik und Perspektive.
Després d’estades com a convidada a la Universitat Carolina de Praga, a l’institut de germanística de la Universitat Eötvös Loránd de Budapest, a l’institut de llengües estrangeres de la Universitat de Nanjing, al departament de filologia alemanya de la Universitat Estatal de Volgograd i al departament de filologia alemanya de la Universitat St. Climent-Ochridski. Del 1995 al 1999 va treballar com a professora a l'Institut de Llengua i Literatura Alemanyes i al Seminari de Llengua Alemanya i Didàctica de la Universitat de Colònia. A la tardor de 1999 va fer una gira de conferències a les ciutats sud-coreanes de Seül, Sokcho i Busan.
Del 1999 al 2000 va treballar com a assistent d'investigació a l'institut de lingüística/germanística de la Universitat de Stuttgart. Del 2000 al 2002 va exercir de professora universitària a l'Institut de Llengua i Literatura Alemanyes a la Universitat de Münster.
El 2002 va acceptar una càtedra de llengua alemanya, amb especialitat en llengua contemporània, a la Universitat de Zúric. El 2006 va fer una altra gira de conferències que, aquest cop, la va portar a Tòquio i Osaka. Del 2006 al 2009 va ser vicedegana de Magisteri a la Facultat de Filosofia de la Universitat de Zúric. Del 2006 al 2011 va dirigir el Nationalfonds-Projekt "Schreibkompetenz und neue Medien". Del 2011 al 2018, juntament amb col·legues d'Alemanya i Àustria, va dirigir el projecte de recerca "Gramàtica variacional de l'alemany estàndard" (finançat pel SNF, DFG i FWF), que estudia la divergència gramatical dels tres estàndards de la llengua alemanya: el d'Alemanya, el d'Àustria i el de Suïssa.
L'any 2020, va rebre el premi Konrad Duden, que s'atorga a persones que han contribuït notablement a la recerca en el camp de la germanística.

## Obres i papers científics (selecció)
Com a autora
- Zur Vorfeldbesetzung in deutschen Verbzweit-Strukturen. Wissenschaftlicher Verlag Trier, Trier 1989, ISBN 3-922031-97-8 (Dissertation, Universität Köln, 1989).
- Die verbalen Kasus des Deutschen: Untersuchungen zur Syntax, Semantik und Perspektive. De Gruyter, Berlin 1999, ISBN 3-11-016492-2 (Habilitationsschrift, Universität Köln, 1998).
- Syntax: Grundlagen und Theorien. Westdeutscher Verlag, Wiesbaden 2000; 6., aktualisierte Auflage (= UTB. Bd. 3319): Vandenhoeck & Ruprecht, Göttingen 2012, ISBN 978-3-8252-3711-0.
- Einführung in die Schriftlinguistik. Mit einem Kapitel zur Typographie von Jürgen Spitzmüller. 5., korrigierte und aktualisierte Auflage (= UT. Bd. 3740) [1. Auflage 2002]. Vandenhoeck & Ruprecht, Göttingen 2016, ISBN 978-3-82-524495-8
- amb Franc Wagner und Sarah Brommer: Wie Jugendliche schreiben. Schreibkompetenz und neue Medien (= Linguistik. Impulse und Tendenzen. Bd. 41). De Gruyter, Berlin 2010, ISBN 978-3-11-023611-8.
- amb Karina Frick: Schreiben digital. Wie das Internet unsere Alltagskommunikation verändert (= Einsichten. Bd. 3). Kröner, Stuttgart 2016, ISBN 978-3-520-71501-2.
- amb Stephan Elspaß und Arne Ziegler: Variantengrammatik des Standarddeutschen. Ein Online-Nachschlagewerk. Verfasst von einem Autorenteam unter der Leitung von Christa Dürscheid, Stephan Elspaß und Arne Ziegler. Open-Access-Publikation. 2018.
- amb Jan Georg Schneider: Standardsprache und Variation. Narr, Tübingen 2019, ISBN 978-3-8233-8268-3
- Wie sagt man wo? Erstaunliche Sprachvielfalt von Amrum bis ins Zillertal. Dudenverlag, Berlin 2021, ISBN 978-3-411-05986-7.

Com a editora
- amb Jürgen Spitzmüller: Perspektiven der Jugendsprachforschung. Trends and Developments in Youth Language Research. Verlag Peter Lang, Frankfurt/M. 2006, ISBN 3-63-1537-34-4.
- amb Jürgen Spitzmüller: Zwischentöne. Zur Sprache der Jugend in der Deutschschweiz. Verlag Neue Zürcher Zeitung, Zürich 2006, ISBN 3-03823-226-2.
- amb Kersten Sven Roth: Wahl der Wörter – Wahl der Waffen? Sprache und Politik in der Schweiz. Hempen-Verlag, Bremen 2010, ISBN 978-3-934106-81-9.
- amb Jan Georg Schneider: Handbuch Satz, Äußerung, Schema (= Handbücher Sprachwissen Bd. 4). De Gruyter, Berlin 2015, ISBN 978-3-11-029603-7.
- amb Sarah Brommer: Mensch. Maschine. Kommunikation. Beiträge zur Medienlinguistik. Narr, Tübingen 2021, ISBN 978-3-8233-8471-7.